# Mohamed Mehdi Hasan
Mohamed Mehdi Hasan, född 14 september 1971, är en friidrottare från Bangladesh. Han deltog vid olympiska sommarspelen 1992.